# Estupor

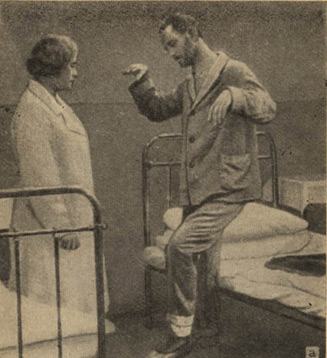
Pacient amb estupor catatònic.

Estupor és la falta de les funcions mentals crítiques i un nivell de consciència en què una persona es quasi totalment insensible i només respon a estímuls intensos, com ara dolor. La paraula deriva del llatí (entumiment, insensibilitat).

## Signes i símptomes
L'estupor es caracteritza per una alteració de la reacció als estímuls externs. Les persones que es troben en un estat estuporós estan rígids, silenciosos i només semblen conscients, ja que tenen els ulls oberts i segueixen els objectes circumdants.
Quan no s'estimula externament, un pacient amb estupor sembla que es troba en un estat de son la major part del temps. En alguns casos extrems de trastorns depressius greus, el pacient pot quedar immòbil, perdre la gana i quedar-se mut. Es poden aconseguir períodes curts de resposta restringida mitjançant una estimulació intensa (com ara dolor, llum brillant, soroll fort, xoc).